# Strongylopus kilimanjaro
Strongylopus kilimanjaro é uma espécie de anfíbio gimnofiono da família Pyxicephalidae. Está presente na Tanzânia. A UICN classificou-a como deficiente de dados.